# Tramway de Gera
Le réseau de tramway de Gera est une partie du réseau de transport public de Gera, en Allemagne.

## Réseau actuel
| Ligne | Tracé | Longueur (km) | Temps de trajet (min) | Nombre de station |
| ----- | --- | ------------- | --------------------- | ----------------- |
| 1     | Untermhaus – Friedrich-Naumann-Platz – Hauptbahnhof/Theater – Heinrichstraße – Wintergarten – Zwötzen                            | 6,5           | 19                    | 13                |
| 2     | Lusan-Brüte – Lusan-Laune – Betriebshof GVB – Bahnhof Zwötzen                                                                    | 2,6           | 8                     | 7                 |
| 3     | Lusan-Zeulsdorf – Lusan-Laune – An der Spielwiese – Heinrichstraße – Straße des Bergmanns – Tinz – Berufsakademie – Bieblach-Ost | 12,1          | 33                    | 25                |